# Taegukgi hwinalrimyeo
Taegukgi hwinalrimyeo, (A Irmandade da Guerra no Brasil; Tae Guk Gi - Irmãos de Guerra, em Portugal) é um filme sul-coreano, que retrata os irmãos Jin Tae e Jin Seok, que ao serem forçados a alistarem-se no Exército, vão lutar na Guerra da Coreia.

## Sinopse
A história começa com o Exército da Coreia do Sul, começa a escavar uma zona onde ocorreu uma batalha da Guerra da Coreia, para criar um Memorial no local. Um homem idoso é chamado pela equipe de escavação para confirmar a identidade dos restos mortais que pode ser de seu irmão. Quando o homem se prepara para sair, ele recupera um par de sapatos junto a uma antiga fotografia de família, que lhe traz de volta velhas lembranças e o leva as lágrimas. 
Os irmãos são Lee Jin - tae (desempenhado por Jang Dong-Gun), que possui uma pequena loja de engraxate em Seul, e Lee Jin - seok (desempenhado pela Won Bin), um jovem estudante brilhante e primeiro de sua classe. Jin-Tae é sua noiva (desempenhado por Lee Eun-Ju) trabalha com sua mãe num comércio de macarrão; seu pai é falecido. 
Quando a Coreia do Norte invade o país, a família tenta fugir para o Sul para encontrar o seu tio quando Jin-Seok é forçado a se alistar no exército sul-coreano. Após falhar na tentativa de salvá-lo, Jin-Tae também é convocado para o exército. Sem experiência anterior e pouca formação, eles são enviados para as linhas de frente onde testemunham os horrores da guerra. Depois de um ataque surpresa durante uma refeição, em que Jin-Seok está ferido, Jin - Tae torna - se ainda mais determinado para enviar seu irmão em segurança para casa. Jin - tae é informado pelo seu comandante que, se ele ganhar a condecoração Taeguk da Ordem do Mérito Militar (a mais alta honra de um soldado da Coreia do Sul), o seu irmão poderá sair do exército. 
Para ganhar essa medalha, Jin-Tae se oferece como voluntário para missões suicidas, como atravessar áreas minadas, quando então é o único a destruir um ninho de metralhadoras durante uma desesperada missão de contra-ataque. Este desespero e coragem rende-lhe o título de herói, juntamente com uma promoção ao posto de Sargento (Chungsa em coreano), mas Jin - Seok observa seu irmão, o aumento do seu sangue-frio. Durante a batalha de Pyongyang, Jin - tae captura um importante comandante norte-coreano e é finalmente premiado com a medalha, na operação, no entanto, um bom amigo perdeu a vida. Jin - seok, que ainda não entendeu as intenções de seu irmão para lhe salvar, começa a questionar a moralidade dos atos de Jin - tae. Como a guerra continua, ambos irmãos testemunham os massacres perpetrados pela retirada norte-coreana. Alguns dos corpos se encontram são crianças aprisionadas, que enfurecem os soldados. O aparelho começa a matar capturou soldados inimigos, incluindo uma irmãos' amigo próximo que foi convocado para o exército norte - coreano. 
Durante a ofensiva comunista chinês, da Coreia do Sul e forças das Nações Unidas são capturadas na retirada no caos do sul. Em uma sangrenta caça aos comunistas suspeitos (semelhante aos eventos da vida real, como o Massacre Jeju),Young-shin é morto numa execução em massa e os dois irmãos são presos por tentar resgatá-lo. Posteriormente, durante um pesado ataque da Artilharia Chinesa, um comandante da guarda de segurança sul-coreana que detesta Jin-tae ordena que o local onde Jin-seok está detido seja incendiado. Jin - Tae perde a consciência no ataque de artilharia e pensa que seu irmão está morto. Ele brutalmente mata o comandante da segurança e vários meses mais tarde, andando aparentemente enlouquecido pela perda de seu irmão, se torna um comandante do exército norte-coreano com um profundo ódio pelos sul-coreanos. 
Na verdade, Jin - Seok está vivo recuperando-se de seus ferimentos em um hospital após ter escapado da prisão pouco antes do local ter sido destruído. Ele volta a trabalhar nas linhas retaguarda e vê a propaganda comunista mostrando seu irmão num grupo de oficiais da inteligência, mas ele a rejeita. Ele decide ver o seu irmão qualquer maneira, no paralelo 38 após descobrir que ele já havia escrito uma carta a ele. Ao chegar à capital da Coreia do Sul que se preparava para atacar um monte onde Jin - Tae supostamente está no comando, Jin - Seok é recusado pelo comandante, que lhe diz para transmitir uma mensagem ao invés de seguir com as tropas. Mas, para a surpresa dos comandantes, Jin-Seok corre para as linhas norte-coreanas na esperança de tentar encontrar Jin-Tae. Os norte-coreanos quase matam Jin-Seok quando acham que ele está mentindo e acabam enviando-o para uma zona segura quando se inicia o ataque. Uma unidade de elite norte - coreana comandado por Jin-Tae contra-ataca a partir das trincheiras. 
Os dois irmãos se reencontram novamente no campo de batalha. Não reconhecendo o seu próprio irmão, Jin-Tae primeiro tenta o matar. Enquanto Jin-Seok está implorando para seu irmão o reconhecer, Jin-Tae continua a matar os sul - coreanos que ele enquanto tenta matar Jin-Seok. Quando Jin - Tae é ferido por uma baioneta, seu irmão tenta levá-lo para fora do campo de batalha, mas é, então, ferido. Jin Seok, então tenta convencer Jin Tae novamente, mas desta vez por referir as questões familiares para tentando recobrar os seus sentidos. Jin-Tae finalmente o reconhece mas, em seguida, diz Jin - seok a deixá-lo imediatamente devido ao número de tropas norte - coreano que estão na área. Jin Seok a princípio recusa, mas depois o deixa após Jin-Tae prometer que iria encontrá-lo novamente quando a guerra acabar. Jin - Seok foge com outros soldados que recuam. Entretanto, Jin Tae pega uma metralhadora abandonada e começa a disparar para cobrir a retirada de seu irmão detendo o avanço norte - coreano e estes fogem, mas é mortalmente ferido no processo. À beira da morte, ele olha pela última vez para Jin Seok antes de morrer numa trincheira. 
O filme termina com uma emocionante transição do passado para o presente com o irmão mais novo implorando seu irmão mais velho, continuar a falar com ele, citando as promessas que fez para os dois depois da guerra.

## Elenco
- Jang Dong-gun: Jin-tae Lee
- Won Bin: Jin-seok Lee
- Lee Eun-ju: Young-shin Kim
- Gong Hyeong-jin: